# Wilhelm Kürten (Schauspieler)
Wilhelm Kürten (eigentlich Willi Johann Max Hinterthür; * 16. Juni 1901 in Duisburg; † 14. Oktober 1975 in Karlsruhe) war ein deutscher Schauspieler, Rundfunk-, Hörspiel- und Synchronsprecher.

## Leben und Wirken
Der Sohn des Handlungsgehilfen Friedrich Hinterthür und dessen Frau Josephine Margaretha, geb. Kürten, nahm nach dem Abitur von 1927 bis 1928 Schauspielunterricht bei Mathias Claudius und Willem Haardt in Wuppertal. 1928 debütierte Willi Hinterthür, der als Künstlernamen den Mädchennamen seiner Mutter gewählt hatte, als „Franz von Sickingen“ in Goethes Götz von Berlichingen am Schauspielhaus Remscheid, wo er auch bis 1930 sein erstes Bühnenengagement erhielt. Weitere Theaterstationen waren das Stadttheater Halberstadt (1930–1932), die Städtischen Bühnen Lübeck (1932–1935), das Stadttheater Aachen (1935–1939), die Städtischen Bühnen Magdeburg (1939–1943), Hamburg (Deutsches Schauspielhaus 1943–1946, Hamburger Kammerspiele und bei Willy Maertens am Thalia Theater 1946–1949) sowie das Staatstheater Karlsruhe (1949–1950). Seit 1951 war er freiberuflich als Bühnenschauspieler tätig und gab u. a. Gastspiele in Baden-Baden und Hamburg. Eine von Kürtens Paraderollen war der „Mephisto“ in Goethes Faust I, den er das erste Mal 1932 im ungewöhnlichen Alter von 27 Jahren in Halberstadt verkörperte, sowie 1943 in Magdeburg und 1950 in Karlsruhe. In der deutschen Uraufführung von Georg Kaisers Bühnenstück Napoleon in New Orleans 1950 in Karlsruhe spielte Kürten die Rolle des „You-You“.
Daneben war Kürten ein vielbeschäftigter Rezitator und Sprecher beim Hörfunk und für Sprechplattenproduktionen (u. a. vom Label Ariola). Als Regisseur inszenierte er zudem zahlreiche kulturelle Sendungen und Hörspiele beim NWDR, SDR und bei Radio Bremen. Außerdem wirkte er als Synchronsprecher.
Nach Aufnahme des Sendebetriebs der ARD fand Kürten ein neues Betätigungsfeld als Fernsehschauspieler. In den ersten Sendejahren spielte er in zahlreichen Kriminalfilmen (Der Mann von draußen und Eine etwas sonderbare Dame, jeweils mit Lil Dagover), volkstümlichen Schwänken (Mein Sohn, der Herr Minister mit Willy Reichert), Literaturverfilmungen (Viktoria nach Knut Hamsun) sowie oft in Adaptionen von Bühnenstücken wie Jean Anouilhs Rendezvous von Senlis, Christian Dietrich Grabbes Der Teufel ist los und Friedrich Dürrenmatts Besuch der alten Dame (mit Elisabeth Flickenschildt in der Hauptrolle).
Wilhelm Kürten war ab 1923 mit Luzia Blitz verheiratet und hatte mit ihr zwei Kinder. Von 1951 bis zu seinem Tod lebte er in Baden-Baden. Er starb 1975 im Städtischen Klinikum Karlsruhe.

## Filmografie
- 1956: Unheimliche Begegnungen (Fernsehserie, Folge 1x03 Der Geisterseher)
- 1956: Der goldene Kranz
- 1956: Das lange Weihnachtsmahl
- 1957: Schinderhannes
- 1957: Der trojanische Krieg findet nicht statt
- 1957: Die Berufung wird abgewiesen
- 1957: Viktoria
- 1958: Mein Sohn, der Herr Minister
- 1959: Der Besuch der alten Dame
- 1959: Professor Schnellfisch
- 1960: Hinter der Tür
- 1960: Eine etwas sonderbare Dame
- 1961: Das Rendezvous von Senlis
- 1961: Der Teufel ist los
- 1961: Siegfrieds Tod
- 1961: Der Mann von draußen
- 1962: Wer einmal aus dem Blechnapf frisst… (Fernsehserie, 2 Folgen)
- 1962: Kinderstunde (Fernsehserie, 2 Folgen)
- 1965: Der Sündenbock
- 1965: Gewagtes Spiel (Fernsehserie, Folge 2x04 Über 70 mal)

## Hörspiele (Auswahl)
- 1947: Max Frisch: Nun singen sie wieder – Regie: Otto Kurth
- 1950: C. W. Ceram: Götter, Gräber und Gelehrte – Regie: Gustav Burmester
- 1950: Martha Jochens: Johannes Brahms – Regie: Hans Freundt (Mundarthörspiel – NWDR Hamburg)
- 1951: Günter Eich: Träume – Regie: Fritz Schröder-Jahn
- 1952: Gerhart Hauptmann: Der Biberpelz – Regie: Karl Peter Biltz
- 1955: Gottfried Benn: Die Stimme hinter dem Vorhang – Regie: Gert Westphal
- 1956: Ignazio Silone: Brot und Wein – Regie: Fritz Schröder-Jahn
- 1958: Dieter Fuss: Das Lied der Drehorgel – Regie: Paul Land
- 1958: Fred Hoyle: Die schwarze Wolke – Regie: Marcel Wall (Science-Fiction-Hörspiel – SWF)
- 1959: Georges Simenon: Maigret und seine Skrupel – Regie: Gert Westphal
- 1959: Knut Hamsun: Mysterien – Regie: Gert Westphal
- 1961: Paul Buckingham: Der Wendepunkt – Regie: Heinz-Otto Müller
- 1962: Ephraim Kishon: Der Blaumilchkanal – Regie: Horst Loebe
- 1970: August von Kotzebue: Menschenhaß und Reue – Regie: Andreas Weber-Schäfer[4]
- 1972: Werner Kließ: Der babylonische Turm – Regie: Andreas Weber-Schäfer[4]